# Momotus coeruliceps
El momoto capiazul (Momotus coeruliceps), también denominado momoto corona azul (en México), es una especie de ave coraciforme perteneciente al género Momotus de la familia Momotidae. Es endémico del noreste de México.

## Distribución y hábitat
Se distribuye en una pequeña región del noreste de México, al este de Nuevo León y sur de Tamaulipas).
Habita en una gran variedad de ambientes boscosos incluyendo selvas húmedas de baja altitud, montanas, bosques más secos, bosques costeros arenosos, crecimientos secundarios.

## Sistemática

### Descripción original
La especie M. coeruliceps fue descrita por primera vez por el naturalista británico John Gould en 1836 bajo el nombre científico «Prionites coeruliceps»; localidad tipo «Tamaulipas, Mexico».

### Etimología
El nombre genérico masculino «Momotus» deriva de la palabra azteca «momot» utilizada para designar a estas aves por Nieremberg 1635, Willughby 1676, y Ray 1713, y «motmot» por Hernández 1651; y el nombre de la especie «coeruliceps», proviene del latín «caeruleus»: azulado  y «ceps»: de cabeza; significando «de cabeza azul».

### Taxonomía
La presente especie, junto a Momotus bahamensis, M. subrufescens y M. lessonii fueron hasta recientemente consideradas como subespecies del entonces complejo Momotus momota. El estudio de Stiles (2009), que examinó un total de 512 especímenes, y con base en los patrones de plumaje, biométricas y vocalizaciones, suplementado por informaciones de distribución geográfica y ecología, justificó su reconocimiento como especies separadas. La separación fue aprobada en la Propuesta N° 412 al Comité de Clasificación de Sudamérica (SACC).